# Carl Alstrup ved Skomagerlæsten

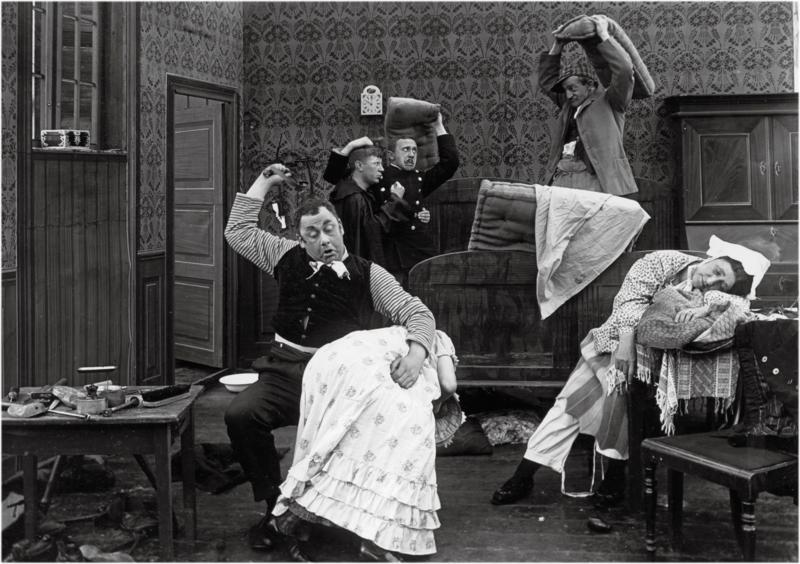

Carl Alstrup ved Skomagerlæsten è un cortometraggio muto del 1911. Il nome del regista non viene riportato nei credit del film.

## Produzione
Il film fu prodotto dalla Nordisk Film Kompagni.

## Distribuzione
In Danimarca, il film uscì il 10 gennaio 1911.